# Frontera entre Afganistán y Uzbekistán
La frontera entre Afganistán y Uzbekistán es la frontera que separa los países de la República Islámica de Afganistán y la República de Uzbekistán. Tiene 137 km de longitud.

## Características
La frontera entre ambos países es el río Amu Daria. No obstante se elevó una valla de alambre de espinos de alto voltaje y un campo de minas. La región de la frontera está continuamente controlada por las patrullas militares de Uzbekistán. La creación de esta zona se debe a la entrada del ejército estadounidense tras los atentados del 11 de septiembre de 2001 para evitar huidas de la provincia de Surjandarín.
Existe solo un paso fronterizo llamado la Puente de la Amistad de Afganistán y Uzbekistán, cerca del pueblo afgano de Hajratan.